# 橫濱高速鐵道Y000系電聯車
橫濱高速鐵道Y000系電聯車（日语：／ Yokohama Kōsoku tetsudō Y000-kei densha */?）是橫濱高速鐵道1999年8月1日開始服務的通勤型電聯車。

## 概要
東急電鐵(當時營運者)為了淘汰老舊的7000系，並且準備自2000年3月29日起將兒童王國線轉換為通勤線，1999年（平成11年）由東急車輛製造2輛一組共生產3組（6輛），以東急3000系為藍圖生產製造。

## 外觀
車體使用輕量化不鏽鋼製成，端面使用FRP製造，並且設有緊急貫通門。列車車燈是正方型設計，尾燈使用圓形，與東急3000系相同。
單邊車門有三扇，車底電機設備採用東芝的IGBT變頻器，車外的LED行先板可顯示日文以及英文。另外，車廂間設有防墜鏈條，以防止乘客掉入車廂與車廂間的空隙。

## 內裝
內裝以東急3000系為藍圖，內裝飾板為米色，車窗統一靠近駕駛的窗戶為固定窗，靠近列車中間的為可開窗，並且設有遮陽窗簾。

## 編成表
|          | ←子供之國站長津田站→ | ←子供之國站長津田站→ | 竣工日         | 備註       |
| 型式     | デハY010 (Mc)        | クハY000 (Tc)        | 竣工日         | 備註       |
| 機器配置 | VVVF/SIV             | CP×2, BT             | 竣工日         | 備註       |
| 車輛編號 | Y011                 | Y001                 | 1999年8月1日   | 乳牛彩繪車 |
| 車輛編號 | Y012                 | Y002                 | 1999年12月20日 | 綿羊彩繪車 |
| 車輛編號 | Y013                 | Y003                 | 1999年12月20日 | 原版圖裝   |

範例
- VVVF/SIV - 控制裝置一體SIV
- CP - 空氣壓縮機
- BT - 蓄電池